# Tola Bane
Tola Bane (ur. 21 marca 1988 w Arsi) – etiopski lekkoatleta, długodystansowiec. 

## Osiągnięcia
| Rok  | Impreza                                   | Miejsce | Konkurencja          | Pozycja     | Wynik    |
| ---- | ----------------------------------------- | ------- | -------------------- | ----------- | -------- |
| 2005 | Mistrzostwa Afryki juniorów               | Radis   | bieg na 5000 m       | 3. miejsce  | 13:57,67 |
| 2007 | Mistrzostwa świata w biegach przełajowych | Mombasa | bieg juniorów (8 km) | 20. miejsce | 25:15    |
| 2007 | Mistrzostwa świata w biegach przełajowych | Mombasa | drużyna juniorów     | 3. miejsce  |          |